# Annie (Sängerin)
Annie (eigentlich Anne Lilia Berge Strand; * 21. November 1977 in Trondheim) ist eine norwegische Sängerin. International als DJ bekannt veröffentlichte sie die erste von DJ Tore Kroknes (DJ Erot) aus Bergen produzierte Single The Greatest Hit bereits 1999. Diese Single enthält einen Sample von Madonnas Lied Everybody und wurde auf den Tanzflächen ein Erfolg. Es ist auch auf dem Debütalbum Anniemal von 2004 enthalten. Die erste Auskopplung aus diesem Album, Chewing Gum, produziert vom Briten Richard X, wurde in Norwegen ein Erfolg. Neben einigen sehr radiotauglichen Stücken auf dem zum größten Teil von Teemo Kaukolampi von den OP:L Bastards produzierten Album stechen neben der Single Chewing Gum vor allem die beiden von Röyksopp produzierten Titel Heartbeat und No Easy Love heraus.

## Auszeichnungen
Spellemannprisen
- 2004: Kategorie „Newcomer des Jahres“ (für Anniemal)
- 2020: Kategorie „Pop“ (für Dark Hearts)

Weitere Auszeichnungen
- Alarmpris für das beste Pop-Album

## Diskografie

### Studioalben
- Anniemal (2004)
- DJ-Kicks (2005)
- Don’t Stop (2009)
- Dark Hearts (2020)

### Singles
- Greatest Hit (1999)
- I Will Get On (2000)
- Chewing Gum (2004)
- Heartbeat (2005)
- Happy Without You (2005)
- Always Too Late (2005)
- Wedding (2005)
- Crush (2006)
- I Know Ur Girlfriend Hates Me (2008)
- Two of Hearts (2009)
- Anthonio (2009)
- Songs Remind Me of You (2009)
- My Love Is Better (2009)
- Tube Stops and Lonely Hearts (feat. Bjarne Melgaard, 2013)
- Russian Kiss (Tuff City Kids feat. Annie, 2014)
- Labyrinth (2016)
- American Cars (2020)
- The Bomb (2020)
- Dark Hearts (2020)
- The Streets Where I Belong (2020)